# Kotnik
Kotnik – pomieszczenie rozrodcze dla ryb, które zastępuje akwarium rozrodcze. Spotyka się kilka rodzajów kotników:
- podzielone na komory
- "siatkowe"

## Kotnik podzielony na komory
Jest prostokątnego lub kwadratowego kształtu, na dnie i przy otworze znajdują się otwory umożliwiające dopływ wody i tlenu. W środku znajduje się przegródka z otworami na dole, przez które narybek może uciec do drugiego, poniższego pomieszczenia.
Umieszcza się go na wodzie, nie zanurzając całkowicie. Jest zazwyczaj wykonany z plastiku lub z innego tworzywa sztucznego nieszkodliwego dla ryb. Od razu po pojawieniu się młodego narybku samice należy usunąć, a narybek przenieść do innego mniejszego akwarium, gdzie nie ma żadnych innych ryb, które mogłyby je zjeść.

## Kotnik "siatkowy"
Najprostszy z kotników. Umieszcza się go w wodzie razem z samicą. W ściankach są kratki którymi młode uciekną. Takie kotniki zazwyczaj umieszcza się w akwariach rozrodczych.